# Heavy Metal (film)
Heavy Metal er en animeret tegne- og science fiction-film  fra 1981 med action og fantasyelementer, samt flere voldelige og erotiske scener. Den er instrueret af Gerald Potterton og Jimmy T. Murakami og produceret af Ivan Reitman, der tre år senere producerede Ghostbusters. Stemmerne er på engelsk og udført af bl.a. John Candy og Eugene Levy.
Filmen har et visuelt varieret og meget markant udtryk og en stærk dominerende musikalsk lydside, der bl.a. er lavet af Black Sabbath, Nazareth og Elmer Bernstein med Royal Philharmonic Orchestra.
Filmen er en samling af forskellige historier og stærkt inspireret af flere historier fra fantasymagasinet Heavy Metal.Temaet er; de gode, mod de onde og foregår det meste af tiden i fremmede og futuristiske verdener.Det er én af de første animationsfilm henvendt til det voksne publikum med vold, musik og erotik i meget markante udtryk, hvilket nærmest har givet den kultstatus.

## Baggrund
Filmen er en canadisk film og lavet i fortælleform og består af otte afsnit. Afsnittene er en samling og sammenskrivning af nye og gamle historier fra magasinet Heavy Metal, som var små historier med meget uforudsigeligt, erotisk, sciencefictionpræget og voldeligt indhold. Store bryster, sexede kvinder i minimalt tøj og flotte muskuløse mænd var kendetegnende for karaktererne i disse historier og for at give samme stærke indtryk brugte man en række af de originale ophavsmænd til historierne. 
I filmen er der flere afsnit med ironiske og komedieagtige elementer. Man brugte forskellige animationsfirmaer til de forskellige historier/afsnit hvilket kan ses i de forskellige afsnits udtryk> Den klassiske del af lydsiden er udført af Royal Philharmonic Orchestra og lavet af Elmer Bernstein, en erfaren musikproducer, der havde vundet en Oscar for bedste original filmmusik (Best Music, Original Music Score) i 1968. Den hårde rockmusik i filmen er leveret af store bands som Black Sabbath, Nazareth, Devo, Blue Öyster Cult, Donald Fagen og Sammy Hagar.
Denne store sammenblanding af forskellige firmaer, tegnere, musikere og skribenter skulle vise at give problemer med ophavsrettighederne. Problemer omkring musikrettigheder holdt filmen væk fra videomarkedet i en årrække og videoen blev endelig udgivet på Laserdisc i 1996. Det var som et led i lanceringen af lydsystemet SDDS.
Da filmen er lavet før computeranimeringer blev velkendt, er der anvendt forskellige filmteknikker, såsom almindelig animation og modeller. Der er brugt en særlig produktionsform, rotoscoping, der ligner metoderne stop-motion og motion capture. Denne metode blev brugt til at fremstille nogle af animationerne, specielt Taarna's påklædningsscene i sidste afsnit. I biografversionen blev en scene (Neverwhere land) klippet ud, men den er dog med på de nye medieudgivelser af Heavy Metal.
Igennem filmen følger vi Loc-Nar, en grøn kugle,der repræsenterer alt ondt i universet og besidder forskellige kræfter. Den kan bl.a. ændre størrelse og udstråle et dødbringende grønt lys.
Loc-Nar siger til datteren:
| Citat | Min magt fordærver alle tider, alle galakser, alle dimensioner. | Citat |
|       |                                                                 |       |

Loc-Nar er indskrevet i alle afsnit, for at skabe en hvis sammenhæng mellem disse 8 afsnit. Loc-Nar "taler" mellem  nogle af afsnittene.

## Handling
Filmen er inddelt i 8 afsnit(tilbageblik) og fortæller dele af Loc-Nars historie og de onde begivenheder kuglen har bevirket, via disse helt forskellige tilbageblik. Den foregår faktisk i astronautens hus hele tiden på nær de begivenheder,  der foregår i forskellige verdener og tider. Alle afsnittene har forskellige hovedpersoner og plot, og det er ikke altid klart hvad karaktererne hedder eller i hvilken verden, afsnittet afspiller sig i. Den eneste løbende sammenhæng mellem afsnittene er den grønne kugle Loc-Nar, undtaget den afsluttende scene.
 Markante  scener med musisk indflydelse er også refereret. Afsnitsinddelingen er i kronologisk rækkefølge.
Afsnit 1.
Blød landing.
 
Baseret på original historie af Ban O'Bannon og tegnet af Thomas Warketin og er 4 min. lang.
Der tales ikke i dette afsnit. Intro til filmen med credits info.
Et rumskib kommer svævende og ud af en luge kommer et mindre rumskib med astronauten Grimaldi om bord. Rumskibets form er baseret på en 1960 Corvette og til lyden af  "Radar Rider" (Riggs), svæver han perfekt ned til jorden og lander i et øde område. Derpå drøner han gennem landskab og kornmarker på vej hjem.
Afsnit 2.
Grimaldi

Dette afsnit er selve indledningen til filmen, hvor temaet og karaktererne præsenteres. 
Afsnittets længde er 7 min. 
Grimaldis stemme udføres af Don Francks og datterens af Caroline Semple.
Astronauten Grimaldi ankommer hjem til sit landlige hus, efter en tur i rummet, og har en grøn kugle med i en beholder som han gerne vil vise til sin datter. Denne kugle viser sig at besidde forskellige kræfter og efter at have åbnet beholderen, bestråles manden og han opløses på stedet.
Kuglen svæver da hen til datteren og "taler" truende til hende og præsenterer sig som Loc-Nar, der er summen af alt ondt i universet.
Loc-Nar tvinger datteren til at se ind i Loc-Nars grønne indre og her præsenteres datteren for Loc-Nars indflydelse på forskellige begivenheder via en række tilbageblik. Det første af disse tilbageblik viser nogle mennesker og andre fremmede livsformer der graver efter Loc-Nar på en gold planet. Samtidig fortæller Loc-Nars om sine onde hensigter og fortæller pigen, at han er her, pga. hendes kræfter, som hun dog endnu ikke har opdaget endnu. Disse tilbageblik er de følgende afsnit; 
Afsnit 3.
Harry Canyon

Dette afsnit er baseret på Juan Gimenez,Dan Goldberg og Len Blums arbejde og er 9 min. lang.
Hovedpersonernes stemmer: Harry Canyon er Richard Romanus, pigen er Susan Roman, politimanden på stationen er John Candy og banditten Rudnick er udført af Al Waxman. Musik af bl.a. Journey, Riggs og Blue Öyster Cult.
Harry Canyon er en durkdreven taxichauffør i fremtidens New York, han er lidt sur over et nyligt røveri forsøg mod ham, der endte med at Harry opløste røveren i atomer, med et strålevåben der er indbygget i taxien.
Han redder en dame fra nogle onde fyre, der jagter hende og de går til politiet for at melde episoden, men det koster for mange penge og de kører hjem til Harry, hvor de ender med at have sex.
Hun fortæller at hendes far havde gravet Loc-Nar frem i ørkenen, men blev skudt og nu er Loc-Nar i hendes besiddelse. Hun siger, hun vil sælge Loc-Nar og stikke af sammen med Harry.
De onde fyre vil have have fat i Loc-Nar for enhver pris og efter flere vanskeligheder aftales et møde med henblik på at sælge kuglen. De mødes med banditterne og handlen udføres og da banditten Rudnick åbner kufferten for se Loc-Nar, bestråles han og dør. Efter handlen kører Harry og damen af sted med pengene, men damen bliver grådig og ville have alle pengene for sig selv og truer Harry med en pistol. Harry ordner dog situationen med sit strålevåben.
Afsnit 4.
Den

Baseret på original historie og tegninger af Richard Corben og er 12 min. lang.
Hovedpersonens karakternavn er Den og udføres af John Candy. Katherines stemme udføres af Jackie Burroughs. Musik af Elmer Bernstein.
En 18-årig teenager finder en grøn sten (Loc-Nar) og tager den med hjem til hans stensamling. Da drengen senere foretaget et elektrisk eksperiment med lyn, rammer lynet den grønne sten og Loc-Nars kræfter udløses. De hvirvler ham rundt i universet og han bliver overført til en anden verden.
Da han lander, opdager han, at hans krop har ændret sig til en nøgen,muskuløs skikkelse. Han er dog landet på et slags alter og midt i et sært ritual, og her redder han en næsten nøgen kvinde fra at blive ofret af dronningen.
Loc-Nar er i dronningens besiddelse og er monteret i et scepter, som er en  vigtig del af ritualet. De stikker af fra dronningen og da de når i sikkerhed, præsentere hun sig som Katherine fra  Gibraltar på Jorden og viser hun sin taknemmelighed ved at tilbyde ham seksuelle tjenester. Det tager gerne imod og kan næsten ikke tro sit held.
De bliver dog forstyrret midt i sexakten af nogle fremmede livsformer og taget til fange. De føres til et tempel, hvor de præsenteres for den udødelige konge Ard. Ard fortæller ham, at i denne verden er teenagerens navn; Den.
Ard har lagt Katherine i koma og før at Den kan få Katherine tilbage, må han hente Loc-Nar fra dronningen.Den drager af sted med nogle af kongens folk og Den ender i droningens gemakker.Her undgår Den døden, da dronningen hellere vil tilfredsstilles seksuelt, end at se ham død. Under sexakten har Ards folk stjålet Loc-Nar og dronningen bliver så rasende, at Den stikker af og løber tilbage til alteret hvor Ard er ved at gennemføre ritualet.
Her kommer det til et blodigt sammenstød mellem dronningens og Ard's folk og Den redder Katherine endnu en gang. Da lynet slår ned i Ard og dronningen, bliver de dræbt og deres folk står nu uden ledere.
Den og Katherine er dog ikke interesserede i magt og de drager lykkelige af sted, flyvende på en kæmpebille.
I overgangen mellem 4. og 5. afsnit taler Loc-Nar om, at kuglens onde magter ikke mindskes, selvom den afvises. Kuglen bryder ud af scepteret og flyver mod en rumstation. 
Afsnit 5.
Kaptajn Sternn

Dette afsnit foregår kun i en retssal og gangene på en rumstationsby med mange fremmede livsformer.
Baseret på original historie og tegninger af Bernie Wrightson og er 8 min. lang.
Hovedpersonen Sternns stemme udføres af Eugene Levy og Fistes stemme er af Roger Bumpass. Musik af Cheap Trick.  
Kaptajn Lincoln Sternn står midt i en retssal og pladserne til tilhørerne er fyldt til bristepunktet med fremmede livsformer. De er interesserede i retssagen mod Sternn. Han står anklaget for en lang række frygtelige forbrydelser og èn trafikforseelse. I retssalen erklærer han sig uskyldig på en meget selvsikker måde, til alles forbløffelse. Han har bestukket hovedvidnet Hanover Fiste og føler sig derfor sikker på frifindelse.
Hanover har dog tidligere fundet en grøn kugle (Loc-Nar) og leger med den i vidneskranken, medens afhøringen foregår. Her påvirker Loc-Nar Hanover så meget at han kommer til at sige sandheden, til Sterns store fortvivlelse. Vreden mod Sternn vokser og vokser i Hanover og samtidig vokser hans krop til Hulklignende størrelse og han får uanede kræfter. Han går amok i retssalen og fyldes af et rasende had mod Sternn og vil dræbe ham.
Sternn stikker af og til Cheap Tricks "Reach out" jagter Hanover ham gennem rumstationens korridorer.
Sternn ender i en blindgyde og Hanover er lige ved at slå ham ihjel, da Stern hiver pengepungen op og betaler ham de aftalte penge. Derved skrumper Hanover ind til normal størrelse og vreden forsvinder, men Sternn trækker hurtigt i et håndtag og Hanover falder ud i rummet og brænder op, mens kuglen flyver videre.
Afsnit 6.
B-17

Baseret på original historie af Ban O'Bannon og er 6 min. lang.
Dette afsnit foregår i en nutidig krig og handlingen foregår på et fly.
Hovedpersonernes stemmer; 1.pilot er George Touliatos og 2. pilot er Don Francks. Musik af Don Felders "Takin' a ride".
Et bombetogt i 2. verdenskrig udføres til tonerne af Don Felders "Takin' a ride" (on heavy metal), og et hårdt beskadiget B-17 bombefly fra dette togt er på vej hjem, da 2. piloten vil tjekke besætningsmedlemmernes tilstand. De første to døde ligger lige udenfor døren og han går videre. Den bagerste maskingeværskyttes indvolde vælter ud da 2.piloten vender stolen for at se til ham. De er dog alle sammen døde og gennem det bagerste vindue, ser han en grøn meteorit (Loc-Nar), der forfølger dem og til sidst ender inde i flyet.
Her forvandler Loc-nars kræfter de allerede døde besætningsmedlemmer til zombier. I flyet dræbes 2.piloten af disse zombier, men det lykkedes dog 1. piloten at undslippe via faldskærm og lande på en ø. Tilsyneladende er øen øde og ligner en krigskirkegård. Det viser sig dog at øen er fyldt med zombier.
Afsnit 7.
Så smuk og så farlig

Baseret på original historie og tegninger af Angus McKie og er 10 min. lang.
Hovedpersonen Glorias stemme udføres af Alice Playten og robottens stemme er John candy. Eugene Levy lægger stemme til den mandlige reporter og Edsel karakteren. Joe Flaherty lægger stemme til advokaten og generalen. Musik af bl.a. Trust, Sammy Hagar og Nazareth.
Efter stigende grøn stråling fra rummet er en række mutationer opstået på et nutidigt Jorden og Pentagon har indkaldt til krisemøde. Med til krisemødet er Doktor Anrak(biologisk rådgiver), der næsten overbeviser deltagerne om, at der ikke findes fremmede livsformer og at den grønne stråling er naturlig.
Overfor Anrak sidder en sexet kvindelig sekretær, der bærer Loc-Nar i en halskæde og Loc-Nar begynder at påvirke Doktor Anrak. Han overfalder sekretæren Gloria midt under mødet, men pludselig suges Gloria og Anrak op i et rør, og til de hurtige rytmer fra Cheap tricks "I must be dreamin'", suges de op gennem røret mod et rumskib, der svæver over Pentagon.
Anrak overlever dog ikke turen og er splittet ad, da han lander. Gloria overlever og på rumskibet møder hun en robot og to andre fremmede livsformer.Robbotten er meget interesseret i damen og de ender i seng sammen. Imens fester de to besætningsmedlemmer med musik og så mange stoffer, at det kræver en maskine at arrangere stofferne og rumskibet ender på en rumstation efter en vild flyvetur.
I overgangen mellem 7. og 8. afsnit er vi tilbage i huset, Loc-Nar stråler meget og Loc-Nar fortæller så pigen, at hun er den fremtid der kan ødelægge ham og ved pigens død kan han bryde kæden for evigt. 
Afsnit 8.
Taarna

Dette afsnit skrevet Dan Goldberg og Len Blum og er 25 min. lang.
Hovedpersonen Taarna taler ikke i dette afsnit.Barbarlederen stemme udføres af Vlastra Vrana.Musik af Black Sabbath og Devo.
En stor grøn meteorit(Loc-Nar) lander på toppen af et bjerg på en gold planet og udsender stråler der hidkalder en stor skare af mennesker. Loc-Nar udspyr en strøm af grøn slim, der forvandler dem til blodtørstige og magthungrende barbarer.
Til metalrytmerne af "The Mob Rules" (Black Sabbath), overfalder de en fredelig by og dræber alle på deres vej. Under kampene forsøger byens Råd og Oldermanden at tilkalde Taarnak, den sidste af efterkommer af Taarak Beskytterens race.
Denne race skulle beskytte menneskene i nødens stund. Det er dog for sent at redde byen, men kaldet opfanges af en stærk krigerkvinde, kaldet Taarna. Til de sprøde toner af Bernsteins "Flight" begynder en lang flyvetur gennem store øde landskaber og forskellige metalkomplekser, flyveturen ender ved et tempel og monument hvor hendes beklædning og sværd opbevares. Hun svømmer nøgen gennem et stort bassin og til de søde toner af Bernsteins "Taarna prepares" påfører hun sig udrustningen, og rejser sig med hævet sværd, hvorved hun fyldes med energi/lyn fra en kæmpe krigerkvindestatue og hun får derved en stor hævnlyst, rettet mod barbarerne.
Hun flyver hen til den hærgede by og i Oldermandens døde hænder finder hun et tegn fra barbarerne, og på sin flyvende øgle indleder hun jagten og ender i barbarernes hovedkvarter, hvor hun dog tages til fange. Hun bliver tortureret og smidt i et dybt hul for at dø, men hendes øgle yder modstand, slipper fri og flyver ned og redder hende op af hullet.
Kort efter skydes hun dog ned og selvom hun er hårdt såret, tager hun kampen op med barbarlederen og vinder. Taarna flyver af sted på øglen og på bjergtoppen holder Taarna sværdet over hovedet og stråler/lyn føres igennem hende og ned i Loc-Nar og tilintetgør derved sig selv og Loc-Nar.
Herefter kommer den afsluttende scene som er 3 min lang.

Den foregår i og omkring astronautens hus, samtidigt med tilintetgørelsen af Loc-Nar(i en anden verden).
Idet Taarna og Loc-Nar tilintetgøres, begynder den grønne kugle foran datteren at revne og ryste. Hun løber hurtigt ud af huset, huset eksploderer og hun falder hårdt til jorden.
Efter huset er brændt ned vågner hun igen og ser en øgle komme og lande. Hun løber hen og omfavner den. Helt naturligt hopper hun op på den og flyver væk. Under vækflyvningen forvandles hun til en taarakian, den nye beskytter og med Tarnaas ånd ført videre i hende.

## Modtagelse og historie
Filmen fik en blandet modtagelse efter premieren 29. Juli 1981 i USA og den blev ikke rapporteret som en kassesucces.. Mange mente, at den henvendte sig til et for smalt publikum, pga. den markante vold og mange erotiske elementer. Men balladen om rettighederne og de mange kunstneres indvirken på filmen, har alligevel fastholdt interessen i filmen. Der er lavet en efterfølgende film Heavy Metal F.A.K.K og computerspillet Heavy Metal F.A.K.K. og den klassiske genudgivelse på CD i 2008. 
Heavy Metal vandt to Genie Award i 1982. En for bedste præstation for lydsiden (Best Achievement in Overall Sound), som blev lavet af Daniel Goldberg, Gordon Thompson, Austin Grimaldi og Joe Grimaldi og en for bedste præstation i lydredigering (Best Achievement in Sound Editing), som blev lavet af Peter Thilaye, Andy Malcolm og Peter Jermyn.
Producenten Ivan Reitman vandt en Golden Reel Award i 1982..

## Musik
Soundtrack blev udgivet på LP in 1981, men blev først udgivet på CD i 1995 pga. problemer med rettigheder. LP'en nåede en 12. plads på Billboard listen i 1981. Selvom sangene, "Through Being Cool" af Devo og "E5150" af Black Sabbath bliver brugt i filmen, er de ikke på soundtracket.
Lidt usædvanligt for den tid blev der udgivet en LP af Elmer Bernstein's del af musikken. Det var den klassiske del af musikken.
Det var dog ikke alle numre der blev brugt i filmen, da nogle blev erstattet af rockmusik, men de er udgivet i 2008.
Musikken blev spillet af Royal Philharmonic Orchestra med London Voices og Jeanne Loriod på ondes Martenot i Olympic Sound Studios.

### Rocknumrene på CD og LP soundtracket
1. "Heavy Metal" (Sammy Hagar) (3:50)
2. "Heartbeat" (Riggs) (4:20)
3. "Working in the Coal Mine" (Devo) (2:48)
4. "Veteran of the Psychic Wars" (Blue Öyster Cult) (4:48)
5. "Reach Out" (Cheap Trick) (3:35)
6. "Heavy Metal (Takin' a Ride)" (Don Felder) (5:00)
7. "True Companion" (Donald Fagen) (5:02)
8. "Crazy (A Suitable Case for Treatment)" (Nazareth) (3:24)
9. "Radar Rider" (Riggs) (2:40)
10. "Open Arms" (Journey) (3:20)
11. "Queen Bee" (Grand Funk Railroad) (3:11)
12. "I Must Be Dreamin'" (Cheap Trick) (5:37)
13. "The Mob Rules" (Black Sabbath) (2:43)
14. "All of You" (Don Felder) (4:18)
15. "Prefabricated" (Trust) (2:59)
16. "Blue Lamp" (Stevie Nicks) (3:48)

### Klassik numre fra Bernstein LP 1981
1. "Den and The Green Ball" (03:17)
2. "Den Makes It" (02:49)
3. "Den and the Queen" (02:56)
4. "Den's Heroics" (02:52)
5. "Bomber and The Green Ball" (04:41)
6. "Space Love" (01:32)
7. "Harry and the Girl" (03:45)
8. "Tarna Summoned" (02:50)
9. "Flight" (02:20)
10. "Tarna Prepares" (03:35)
11. "Barbarians" (03:37)
12. "Tarna Forever" (03:37)

### Udvidet genudgivelse af Bernstein på CD
13 Marts 2008, udgav Film Score Monthly en officiel udvidet udgave af Elmer Bernsteins musik, som han selv dirigerede.. Musikken blev spillet af Royal Philharmonic Orchestra med London Voices og Jeanne Loriod på ondes Martenot i Olympic Sound Studios.
Numrene på Bernsteins CD genudgivelse
Total spilletid er 72:40
1. "Beginning" 1:16
2. "Intro to Green Ball" 1:18
3. "Discovery/Transformation (Den and the Green Ball)" 3:15
4. "Den Makes Out (Den Makes It)" 2:42
5. "Castrate Him/Searching for Loc Nar" 2:04
6. "Queen for a Day (Den and the Queen)" 2:54
7. "Pursuit (Den’s Heroics)" 2:51
8. "Fiste" 1:27
9. "Getting Bombed" 3:06
10. "Green Ball" 2:15
11. "Dem Bones" 2:44
12. "No Alarm" 0:58
13. "Robot Love (Space Love)" 1:32
14. "Harry" 1:35
15. "The Next Morning" 1:56
16. "End of Baby" 2:43
17. "Council (Taarna Summoned)" 2:49
18. "The Flight to Temple (Flight)" 2:16
19. "The Sword (Taarna Prepares)" 3:32
20. "Flight to Holiday Town" 2:20
21. "Fighting" 2:43
22. "My Whips!/Taarna Escapes Pit" 4:57
23. "Finish (Taarna Forever)" 3:34

Bonusnumre
1. "Den Makes Out" (film version) 2:49
2. "Bomber and the Green Ball" (album edit) 4:35
3. "Harry and the Girl" (album edit) 3:41
4. "Barbarians" (album edit) 3:34